# Battaglia di Dabul
La battaglia di Dabul fu un attacco di rappresaglia da parte delle forze del viceré dell'India portoghese, Francisco de Almeida, contro la città portuale di Dabul (ora Dabhol) del Sultanato di Bijapur il 29 dicembre 1508, passato alla storia per la sua efferatezza.

## Antefatto
Dopo la sconfitta portoghese nella battaglia di Chaul (marzo 1508), costata la vita a suo figlio Lourenço, il viceré dell'India portoghese, Francisco de Almeida risolse di cercare lo scontro aperto contro la coalizione mamelucco-ottomana (in realtà comprendente anche il Sultanato del Gujarat, la Repubblica di Venezia, ecc.) Raccolta in India una flotta forte di 19 navi e 1900 uomini, Almeida mosse verso l'isola di Angediva, ove iniziò ad essere disturbato da attacchi della forza navale del Sultanato di Bijapur, alleatosi ai mamelucco-ottomani.

## La Battaglia
La flotta di Almeida mosse da Angediva alla città-porto di Dabul, una delle roccaforti marittime del Bijapur. Il capitano della galea São Miguel, Paio de Sousa, decise d'indagare sul porto e di sbarcare ma gli fu tesa un'imboscata da una forza di circa 6 000 uomini e fu ucciso, insieme ad altri portoghesi. Due giorni dopo, il viceré condusse a terra le sue forze armate pesantemente e schiacciò la guarnigione di stanza sulla sponda del fiume in un attacco a tenaglia anfibio. La doppia cinta di legno e terra ed il fossato di Dabul non riuscirono a fermare il tiro d'artiglieria della flotta lusitana e le forze di Almeida penetrarono in città. Quello che seguì fu un giorno nero nella storia della conquista europea che avrebbe lasciato i portoghesi maledetti sul suolo indiano."
Dabul pagò a caro prezzo la provocazione. Per ordine del viceré la città fu poi rasa al suolo, gli insediamenti lungo il fiume circostanti devastati, e quasi tutti i suoi abitanti uccisi, insieme al bestiame e persino ai cani randagi per rappresaglia. L'abitato fu dato alle fiamme con il deliberato intento di ardere qualsiasi fuggiasco nascostosi dai portoghesi. "Questo massacro fu, accanto alla distruzione da parte di Gama della [nave pellegrina Hajj] "Miri", un atto imperdonabile che rimase a lungo nella memoria." Stando al cronista portoghese Fernão Lopes de Castanheda, il fato di Dabul originò la "maledizione" in uso lungo la costa occidentale dell'India "Possa la furia dei Franchi abbattersi su di te".
Almeida lasciò Dabul il 5 gennaio 1509, navigando incontro ai mamelucco-ottomani nella Battaglia di Diu.